# Ram Singh di Dholpur
Ram Singh (Dholpur, 26 maggio 1883 – Dholpur, 29 marzo 1911) fu maharaja di Dholpur dal 1901 al 1911.

## Biografia
Nato il 26 maggio 1883, succedette a Nihal Singh dopo la morte di questi nel 1901, ma ancora non aveva l'età per ascendere al trono e pertanto gli venne affiancato un consiglio di reggenza. Ottenne i pieni diritti nel marzo del 1905.
Sposò Ripudman Kaur, figlia del maharaja Hira Singh di Nabha. Studiò al Mayo College di Ajmer e successivamente entrò nel corpo dei cadetti dell'esercito britannico.
Durante il periodo del suo regno, il suo dominio venne diviso in sei province per un'amministrazione più snella.
Morì nel 1911 e fu succeduto da Udaybhanu Singh.

## Onorificenze

### Posizioni militari onorarie
| Forza militare      | Unità    | Posizione | Anno |
| ------------------- | -------- | --------- | ---- |
| British Indian Army | Esercito | Capitano  | 1908 |